# Machaerium condensatum
Machaerium condensatum är en ärtväxtart som beskrevs av João Geraldo Kuhlmann och Frederico Carlos Hoehne. Machaerium condensatum ingår i släktet Machaerium och familjen ärtväxter. Inga underarter finns listade i Catalogue of Life.

## Bildgalleri

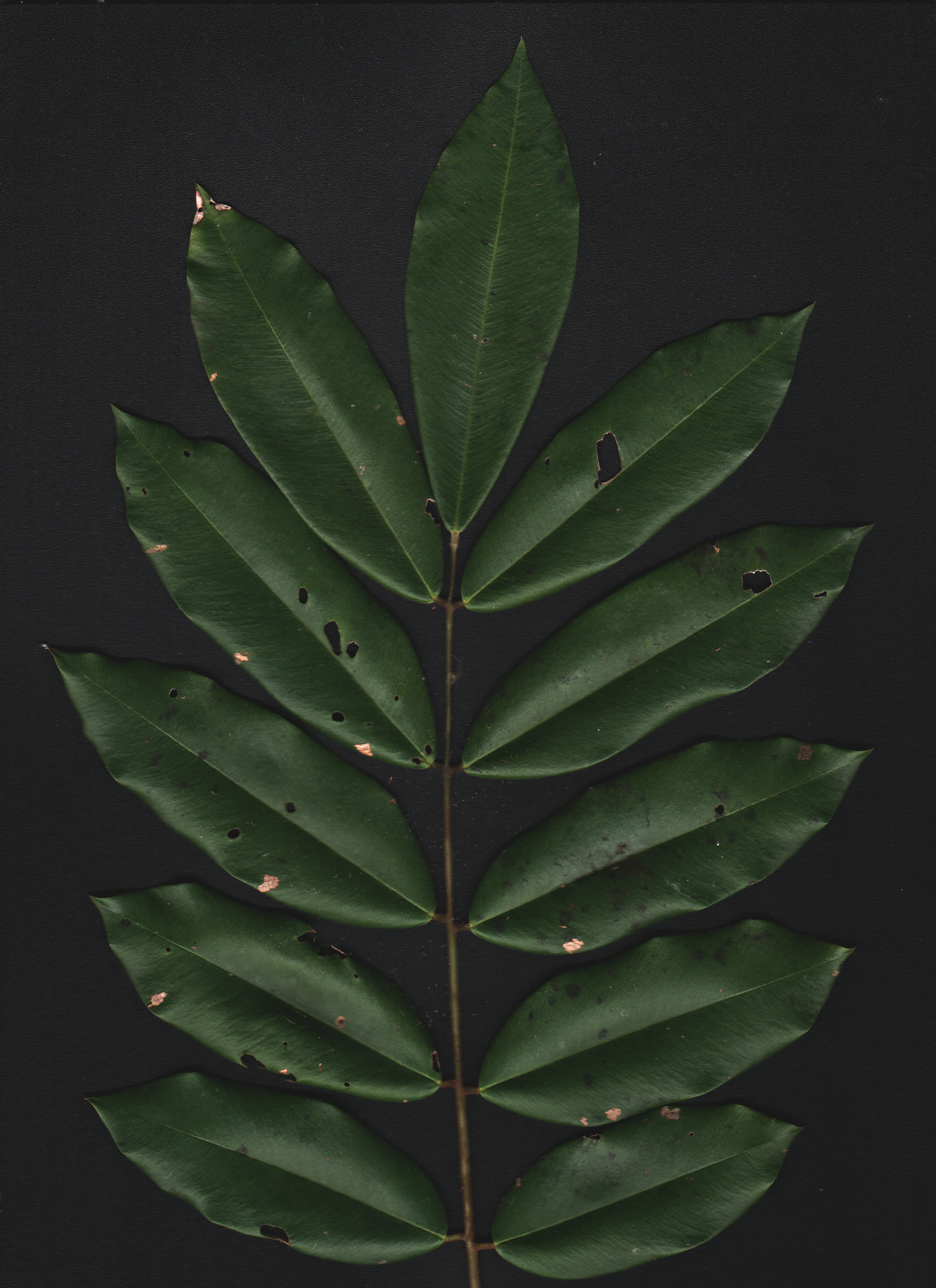
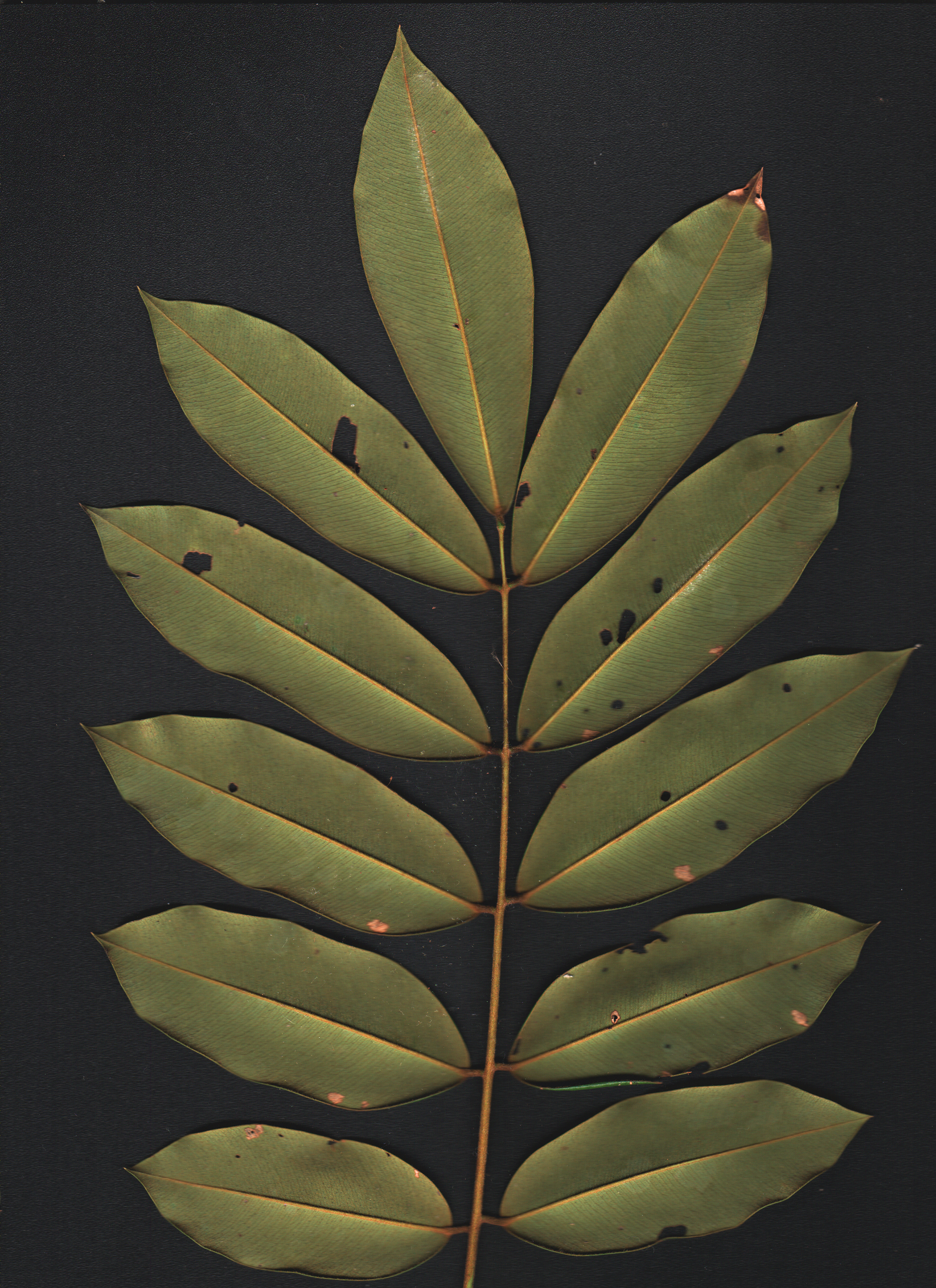
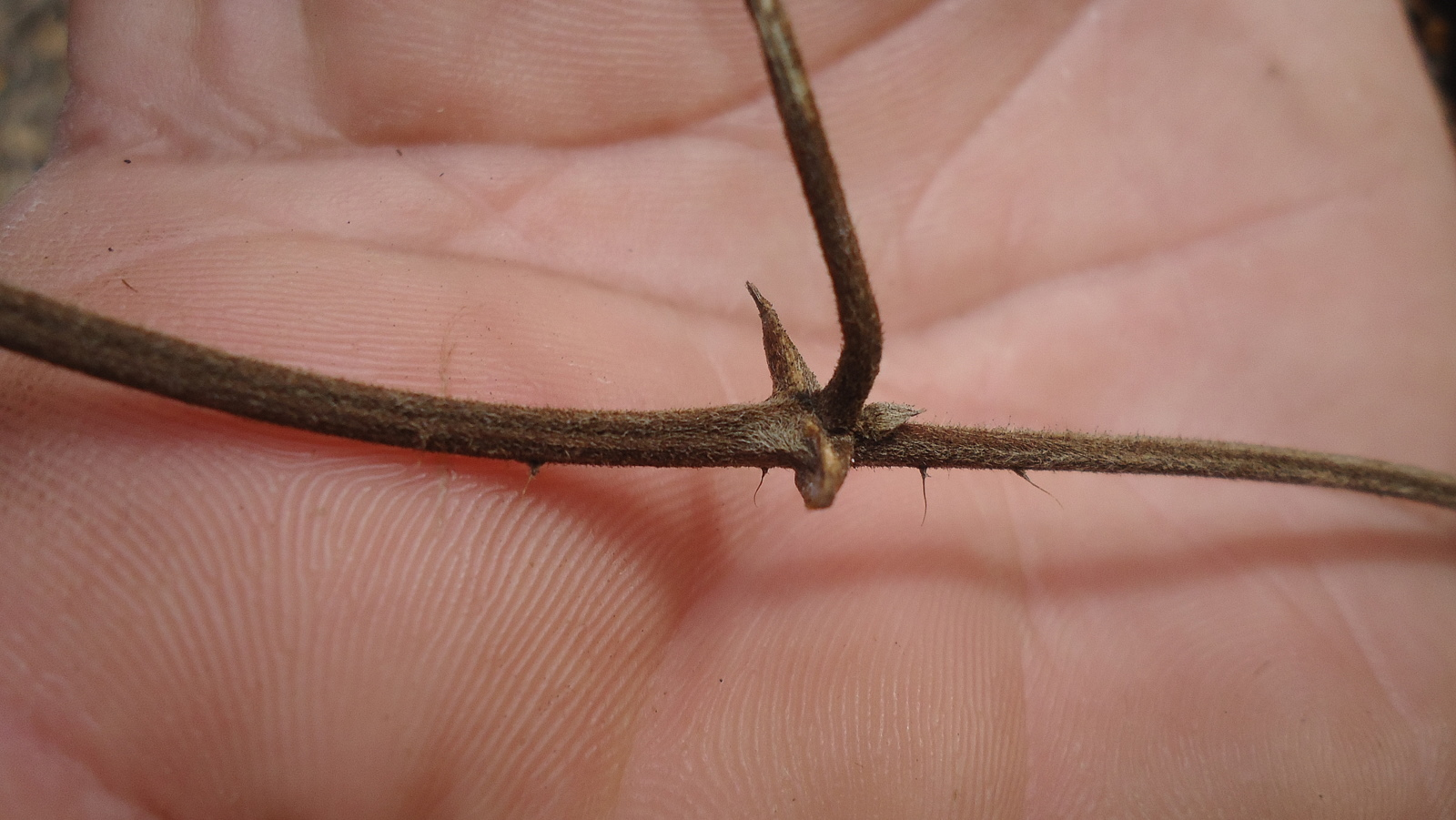
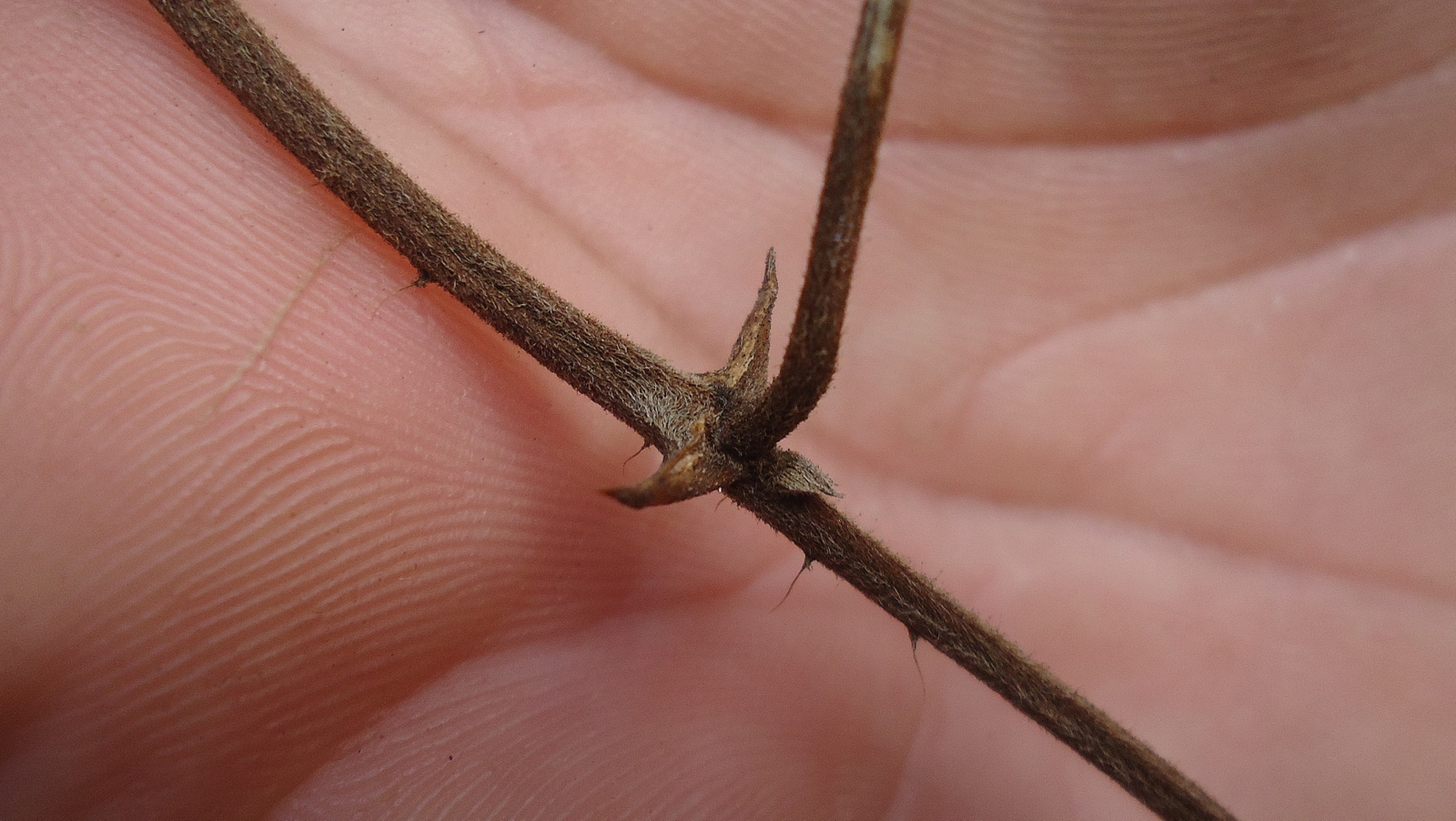
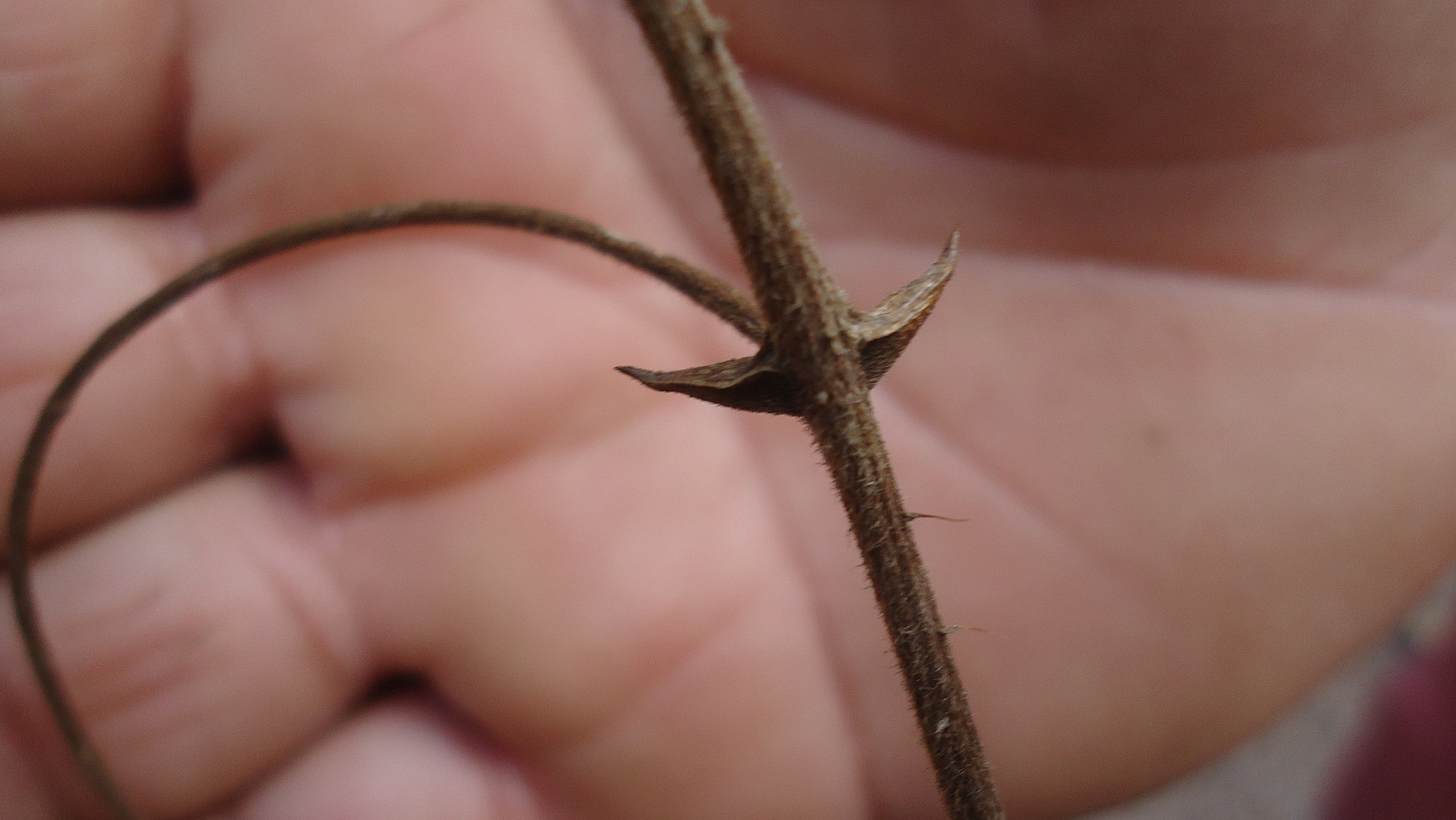
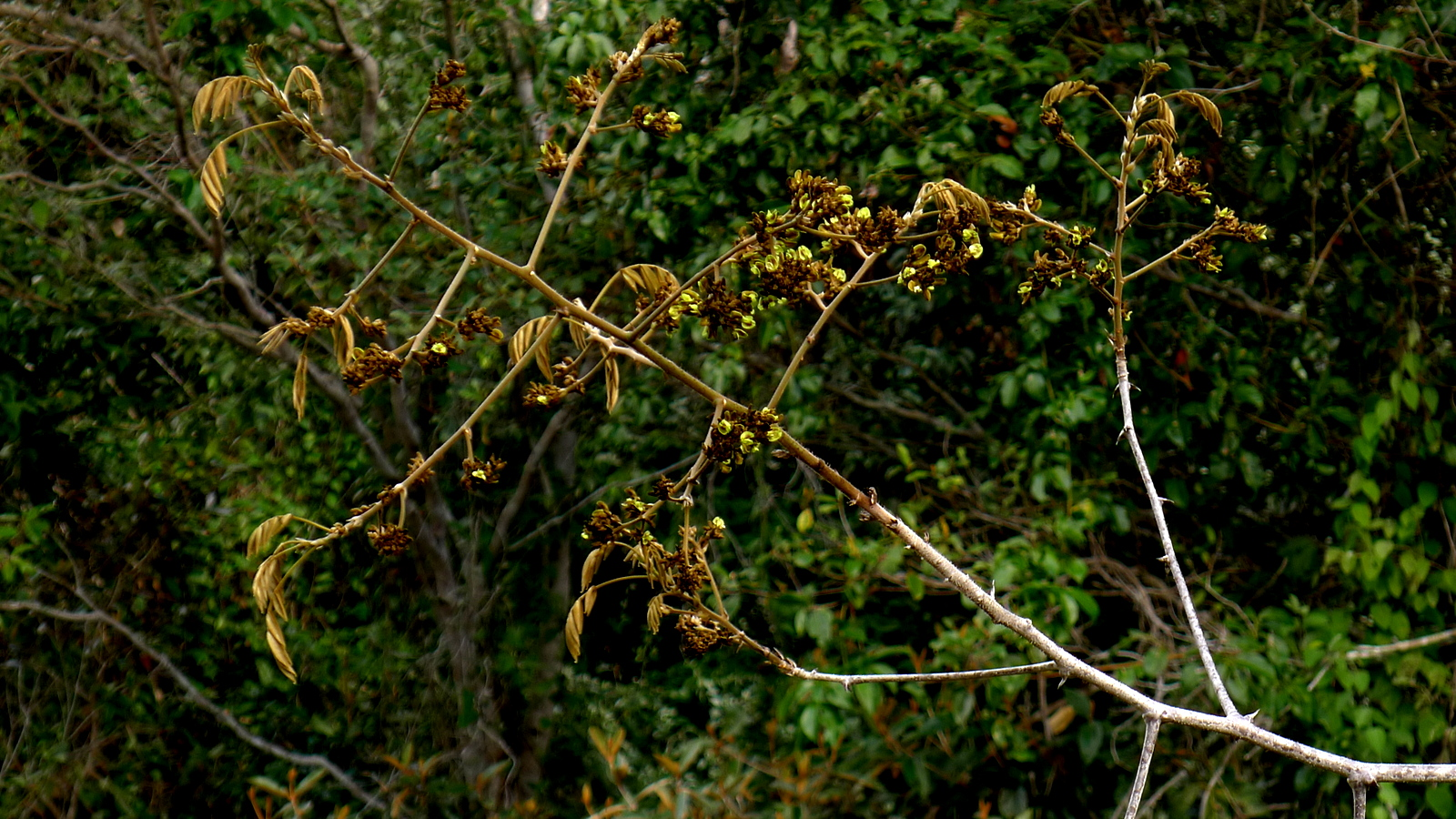